# Andrés Arteaga
Andrés Luis Arteaga Manieu (Santiago, 17 de enero de 1959) es un eclesiástico católico chileno, obispo auxiliar de Santiago de Chile desde 2001. Fue vice gran canciller de la Pontificia Universidad Católica de Chile entre 2000 y 2011.

## Biografía
Nació el 17 de enero de 1959, en la ciudad chilena de Santiago, en el seno de una familia profundamente católica, siendo el mayor de siete hermanos. 
Realizó su formación primaria y secundaria en el Colegio San Ignacio El Bosque.
Estuvo vinculado desde su juventud a la parroquia del Sagrado Corazón de El Bosque, donde recibió su confirmación, se integró en la comunidad juvenil, y en la cual, descubrió su vocación religiosa.
Estudió Ingeniería en la Universidad de Chile (1976-1978). En 1979 ingresó en el Seminario Pontificio de Santiago, donde realizó sus estudios eclesiásticos. Tras realizar estudios en la Pontificia Universidad Católica de Chile, obtuvo una maestría y el doctorado (1995) en Teología, con la tesis doctoral: Creatio ex amore (Creación desde el amor). Hacia una consideración teológica del misterio de la creación en el Concilio Vaticano II.

### Sacerdocio
Su ordenación sacerdotal fue el 31 de mayo de 1986, a manos del cardenal-arzobispo Juan Francisco Fresno; incardinándose en la arquidiócesis de Santiago de Chile.
Como sacerdote desempeñó los siguientes ministerios:
- Vicario parroquial del Sagrado Corazón de El Bosque (1986-1992).[4]
- Formador y director de estudios del Seminario Pontificio de Santiago (1992-1999).
- Director de la Unión Sacerdotal (1993-2010).[6]
- Presidente de la Fundación Educacional Sagrados Corazones (1996).
- Profesor (desde 1993) y vicedecano (1998-2000) de la Facultad de Teología; vice gran canciller (2000-2011),[7][8] y encargado de la tuición sobre la Pastoral[2] de la Pontificia Universidad Católica de Chile.
- Residente de la parroquia Santa Marta[4] de Ñuñoa (1998-2001).
- Miembro del Consejo Presbiteral (1997), y miembro del Comité Ejecutivo.

### Episcopado
El 10 de julio de 2001, el papa Juan Pablo II lo nombró obispo auxiliar de Santiago de Chile, junto a Ricardo Ezzati. También lo nombró obispo titular de Baliana.
Escogió como lema episcopal la frase: "Hacia el Padre".
Fue consagrado el 9 de agosto del mismo año, en la Catedral Metropolitana de Santiago, a manos del cardenal-arzobispo Francisco Javier Errázuriz Ossa.
Desde aproximadamente 2008 padece una enfermedad congénita similar al Parkinson. En 2010, el estrés provocado por el caso Karadima agravó su condición de salud. Por ello, se encuentra retirado de toda actividad pública y pastoral. Tiene fijada su residencia en la Casa Sacerdotal de Santiago.